# Laura Orsini
Laura Orsini (ur. wiosną 1492, zm. ?) – nieślubna córka papieża Aleksandra VI i Giulii Farnese, oficjalnie uchodząca za córkę męża Giulii, Orsa Orsiniego.

## Życiorys
W dzieciństwie często przebywała w pałacu ojca w Watykanie. Gdy miała jedenaście lat, zmarł Aleksander VI. Rozpoczęto wówczas poszukiwania odpowiedniego dla niej małżonka. 16 listopada 1505 w Watykanie Laura została żoną bratanka urzędującego papieża Juliusza II. W dniu ślubu Laura otrzymała w posagu 20 000 dukatów, zamek Vassanello oraz dom w okolicach Palazzo Farnese. O odpowiedni posag dla córki zadbał prawdopodobnie jeszcze za życia jej ojciec. Z małżeństwa Laury i Niccola pochodziło troje dzieci:
- Lavinia,
- Elena,
- Giuliano.

Dalsze losy Laury oraz data jej zgonu nie są znane.